# Hinzweiler

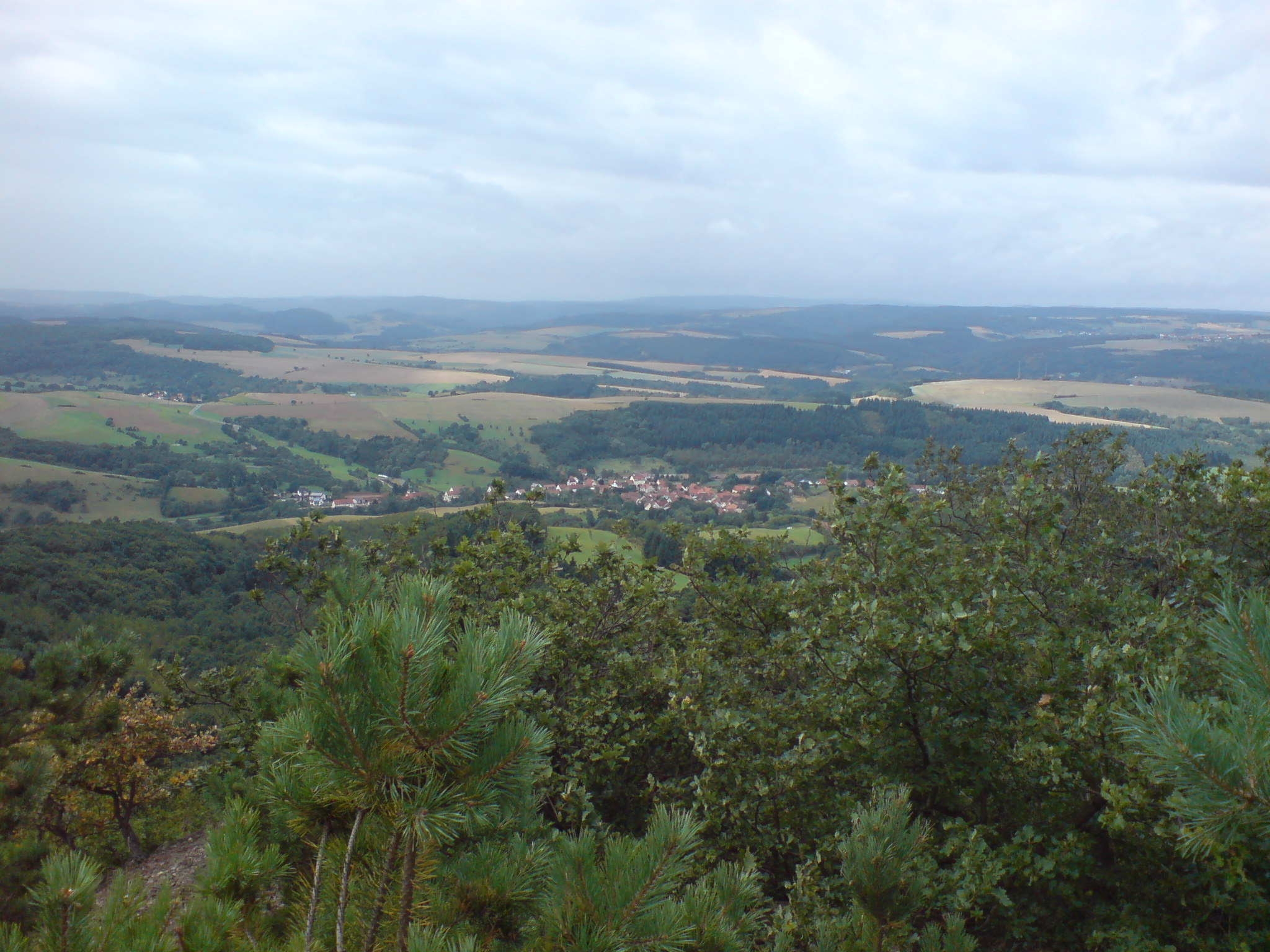
Hinzweiler vom Leienberg aus gesehen

Hinzweiler ist eine Ortsgemeinde im Landkreis Kusel in Rheinland-Pfalz. Sie gehört der Verbandsgemeinde Lauterecken-Wolfstein an.

## Geographie

### Lage
Der Ort liegt im Eßweiler Tal im Nordpfälzer Bergland und dessen Teilbereich Potzberg-Königsberg-Gruppe. Stand 2011 waren 51,8 Prozent der Gemarkungsfläche bewaldet. Nachbargemeinden sind – im Uhrzeigersinn – Nerzweiler, Aschbach, Wolfstein, Oberweiler im Tal und Horschbach.

### Erhebungen und Gewässer
Zur Gemarkung gehört außerdem die Nordwestflanke des 568 Meter hohen Königsbergs.  Nördlich von diesem erstreckt sich der Leienberg. Mitten durch die Gemeinde verläuft in Süd-Nord-Richtung der Talbach. Vor Ort nimmt er von rechts den Taufenbach auf, der kurz nach seiner Quelle einen Weiher durchfließt.

## Geschichte
Hinzweiler wurde im Jahr 1263 als Hennsewilre erstmals urkundlich erwähnt. Bis 1595 und erneut von 1755 bis 1792 gehörte der Ort zu den Rheingrafen, dazwischen zu Pfalz-Zweibrücken.
Von 1798 bis 1814, als die Pfalz Teil der Französischen Republik (bis 1804) und anschließend Teil des Napoleonischen Kaiserreichs war, war der Ort in den Kanton Lauterecken eingegliedert und unterstand der Mairie Hundheim. 1815 gehörte  Hinzweiler zunächst zu Österreich. Nach dem Wiener Kongress wurde er ein Jahr später dem Bayern zugeschlagen. Von 1818 bis 1862 gehörte die Gemeinde weiterhin dem Kanton Wolfstein an und war Bestandteil des Landkommissariat Kusel, das anschließend in ein Bezirksamt umgewandelt wurde.
1939 wurde der Ort in den Landkreis Kusel eingegliedert. Nach dem Zweiten Weltkrieg wurde Hinzweiler innerhalb der französischen Besatzungszone Teil des damals neu gebildeten Landes Rheinland-Pfalz. Im Zuge der ersten rheinland-pfälzischen Verwaltungsreform wurde Hinzweiler 1972 Bestandteil der Verbandsgemeinde Wolfstein. Seit 2014 gehört der Ort zur Verbandsgemeinde Lauterecken-Wolfstein.

## Religion
Vor Ort befindet sich eine evangelische Kirchengemeinde, zu der zusätzlich die Hirsauer Kirche gehört.

## Politik

### Bürgermeister
Gunter Suffel wurde bei der Direktwahl am 26. Mai 2019 mit einem Stimmenanteil von 73,44 % in seinem Amt als Ortsbürgermeister von Hinzweiler bestätigt.
Er wurde im Juni 2024 wiedergewählt.

## Kulturdenkmäler
Der Jüdische Friedhof ist als Denkmalzone ausgewiesen. Hinzu kommen insgesamt drei Einzelobjekte, die unter Denkmalschutz stehen.

## Wirtschaft und Infrastruktur

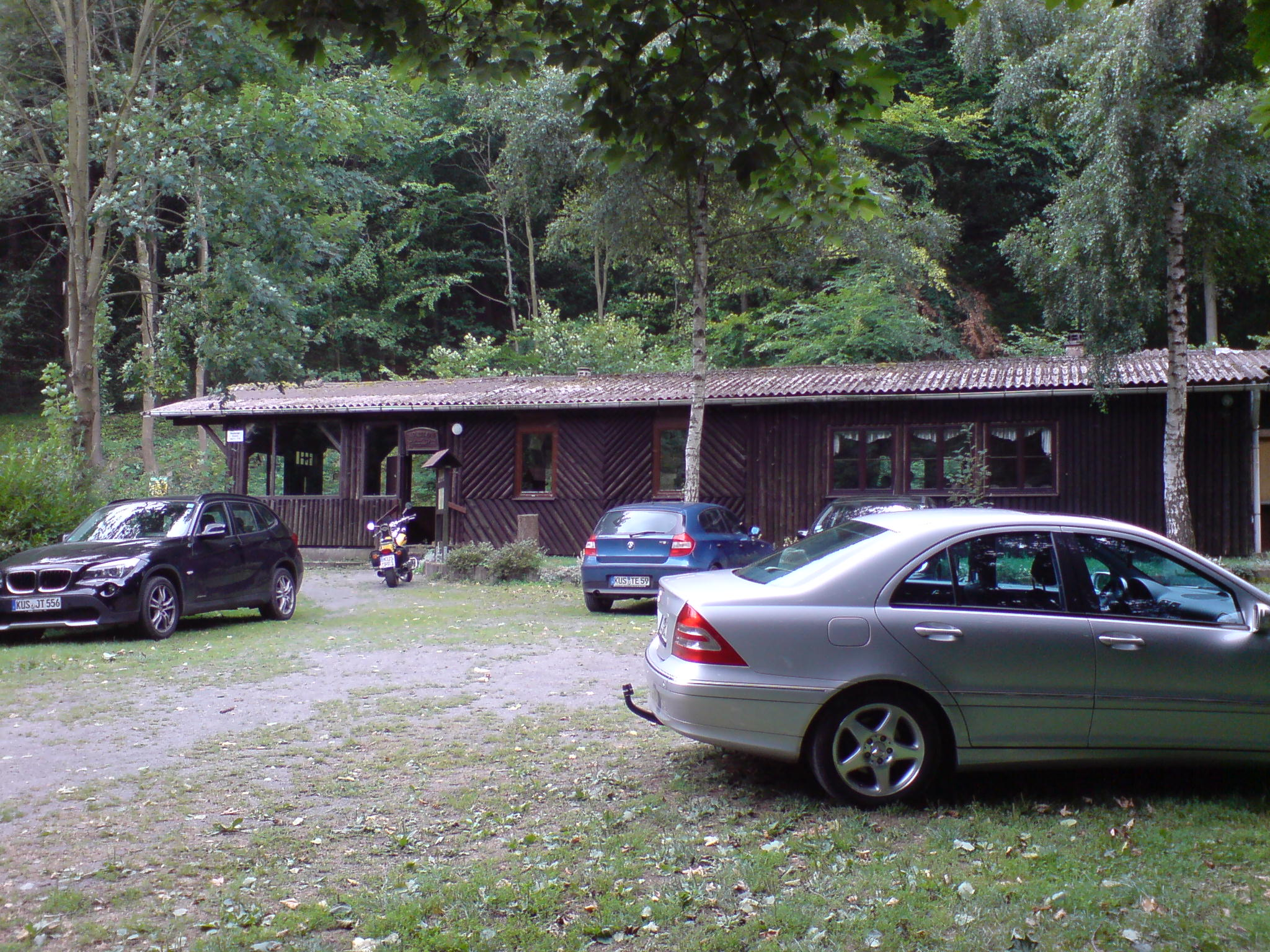
Die Hütte im Taufenbachtal des Pfälzerwald-Vereins

### Wirtschaft
In Hinzweiler existieren ein Kindergarten, ein Frisör, ein Schützenhaus, die Kosmetikfirma femi nails cosmetics e. K., die ENERCON GmbH, ein Bauunternehmen sowie eine Veranstaltungs- und Sporthalle.

### Verkehr
Durch Hinzweiler verlaufen die Landesstraßen 368 und 372. Im Osten verläuft die Bundesstraße 270. In Reckweilerhof ist ein Bahnhof der Lautertalbahn. Hinzweiler ist über die Buslinie 274 des Verkehrsverbundes Rhein-Neckar, die den Ort mit Kusel und Wolfstein verbindet, an das Nahverkehrsnetz angeschlossen.

### Tourismus
Mit der Hütte im Taufenbachtal existiert im Gemeindegebiet eine Hütte des Pfälzerwald-Vereins. Mitten durch den Ort verläuft ein Wanderweg, der mit einem gelben Balken gekennzeichnet ist.

## Persönlichkeiten

### Söhne und Töchter der Gemeinde
- Simon Wolf (1836–1923), Anwalt und Politiker in den Vereinigten Staaten
- Otto Schwarz (1876–1961), Wandermusikant
- Ludwig Edinger (1917–2000), deutscher Berufssoldat der Wehrmacht im Rang eines Oberleutnants und als Kampfkommandant von Apolda der Retter der Stadt und ihrer Bevölkerung

### Personen, die vor Ort gewirkt haben
- Pantaleon Candidus (1540–1608), reformierter Theologe, Historiker und Autor, war zeitweise Pfarrer in Hinzweiler